# Antonio Chamorro
Antonio Chamorro Daza (Huesa, 21 de abril de 1903-Bañolas, 7 de marzo de 2003) fue un médico español. Desarrolló gran parte de su actividad en París, donde se exilió durante la guerra civil española.

## Biografía
Natural de Huesa (Jaén), comenzó los estudios de Magisterio en la Escuela Normal de Maestros. En 1922 obtuvo el título de bachiller y, después, ingresó en la Facultad de Medicina de Granada, donde fue discípulo del catedrático de Obstetricia Alejandro Otero Fernández. Licenciado en Medicina en 1927, en 1928 obtuvo una plaza de inspector municipal de sanidad, pero no ejerció como tal para dedicarse a la ginecología y a la investigación. Chamorro colaboró con Otero para divulgar en Granada las novedades que se estaban generando en Alemania y en los Estados Unidos sobre el papel desarrollado por la hipófisis en la regulación del ovario y de otras glándulas endocrinas. En 1932, y bajo la dirección de Otero, inició las investigaciones para su tesis doctoral, titulada La trasplantación autoplástica del ovario a la cámara anterior del ojo en la coneja, que fue defendida en la Universidad Central de Madrid en 1935. En este trabajo ideó un procedimiento con el que observaba directamente la función del ovario con solo abrir el ojo del animal en el que este había sido injertado. Por otra parte, en unos momentos en los que existían muchas dudas sobre la función de la hipófisis en la regulación hormonal, Chamorro, con la colaboración de otros profesores granadinos, publicó un artículo titulado La reacción de embarazo en conejas hipofisectomizadas. Una técnica para la hipofisectomía. Con el tiempo, esta investigación le abrió las puertas de la institución en la que iba a desarrollar la mayor parte de su actividad científica, el Institut du radium de París.
Tras un intento fallido en el año precedente, en 1935 logró una pensión de la Junta para Ampliación de Estudios e Investigaciones Científicas (JAE) para investigar en Berlín, en el laboratorio de Biología y Anatomía Patológica de la Universitäts Fraüenklinik La Charité sobre las hormonas sexuales del lóbulo anterior de la hipófisis. Unos meses más tarde se desplazó a la sede central del laboratorio Schering-Kahlbaum bajo la dirección de Walter Schöeller, Walter Hohlweg y Karl Junkmann, en la sección de Farmacodinamia y Hormonología. En Alemania, Chamorro estudió el efecto luteinizante de la hormona secretada por el folículo ovárico y su influencia sobre el lóbulo anterior de la hipófisis. Antes de marchar a Alemania, había desempeñado el cargo de presidente de las juventudes de la Agrupación Socialista de Granada y, más tarde, el de vicepresidente de la UGT. También se inició en 1932 en la práctica de la masonería. Aunque recibió órdenes de regresar a España a consecuencia del golpe de Estado que dio inicio a la guerra civil, permaneció en Berlín y fue nombrado secretario interino de la embajada de España el 3 de noviembre de 1936. Sin embargo, se instaló a París a finales de ese año, aunque prosiguió su labor diplomática hasta agosto de 1938. Entró a formar parte del Institut du radium, una dependencia del Instituto Pasteur, por iniciativa del médico judío alemán Selmar Aschheim.
Antes de partir al exilio en México D. F., Alejandro Otero intentó que Chamorro viajara allí con él, pero la carta que le envió a través del dirigente socialista Francisco Cruz Salido no llegó a sus manos debido a la detención de este último por la Gestapo. También se le hizo posible viajar al Reino Unido y, por miedo a ser detenido por el gobierno de Vichy, se ocultó durante un tiempo en Côtes-du-Nord. Tras promulgarse en 1939 la Ley de Responsabilidades Políticas y en 1940 la Ley sobre represión de la masonería y del comunismo, fue juzgado por el Tribunal Especial para la Represión de la Masonería y el Comunismo y condenado en 1942.
Comenzó a trabajar en el Laboratorio Pasteur en septiembre de 1938. Exponía gran parte de sus resultados en la Société de biologie, asociación a la que pertenecía el director del Institut du Radium, Antoine Lacassagne. Tras una etapa de precariedad laboral, fue contratado por el Centro Nacional para la Investigación Científica (CNRS), donde ascendió a lo largo de los años. A pesar de ello, Chamorro estaba descontento con sus condiciones laborales, motivo por el que en 1947 fue invitado por el ginecólogo José Luchsinger Centeno, asentado en Venezuela, a investigar allí, algo que finalmente no se produjo.
Hasta comienzos de la década de 1950, se dedicó exclusivamente al estudio de la patología mamaria en distintos organismos bajo la dirección de Lacassagne. En este período publicó treinta y un artículos. Asimismo, entre 1947 y 1948 colaboró con el equipo clínico que dirigía la consulta de enfermedades mamarias en el Hospital Curie. Allí diagnosticó y trató a mujeres afectadas de mastopatía fibroquística. En 1952, su memoria Experiences sur les facteurs endocriniens intervenant dans la pathogenie de la maladie kystique et de l’adenocarcinome mammaires ganó la primera edición del premio Monthus-Menière, otorgado por la Académie Nationale de Médecine a una publicación destacada sobre el tratamiento del cáncer. También obtuvo en 1964 la medalla Lacassagne, que entregaba el Institut du Radium a sus investigadores. Falleció el 7 de marzo de 2003 en Bañolas (Gerona), aunque permaneció en territorio francés hasta pocos días antes de morir.